# Kendal (Gondang)
Kendal is een bestuurslaag in het regentschap Tulungagung van de provincie Oost-Java, Indonesië. Kendal telt 1689 inwoners (volkstelling 2010).